# Harpasa
Harpasa (altgriechisch Ἅρπασα) war eine antike Stadt in der kleinasiatischen Landschaft Karien, heute Arpaz bei Esenköy, Landkreis Nazilli, Provinz Aydın, in der Türkei.
Harpasa lag am Harpasos (heute Akçay), einem linken Nebenfluss des Mäanders. In seiner Nähe soll sich ein seltsamer Fels befunden haben, der sich beim Drücken mit dem Finger bewegte, dem Druck des ganzen Körpers jedoch nicht nachgab. In späthellenistischer und römischer Zeit, als die Stadt zur Provinz Asia gehörte, prägte Harpasa Münzen. Auf das spätantike Bistum der Stadt geht das Titularbistum Harpasa der römisch-katholischen Kirche zurück.